# Knesset Eliyahoo
 (juin 2024).
La Knesset Eliyahoo, également connue sous le nom de Knesset Eliyahu, est une synagogue juive orthodoxe située au centre-ville de Bombay, en Inde. Fondée en 1884 par Jacob Elias Sassoon, fils d'Eliyahoo David Sassoon et petit-fils de David Sassoon, cette synagogue représente la deuxième plus ancienne synagogue sépharade de la ville. Son établissement est attribué à David Sassoon, qui avait immigré de Bagdad en 1832 pour échapper aux persécutions et s'était installé à Mumbai, alors nommée Bombay. La Knesset Eliyahoo est entretenue par le Jacob Sassoon Trust. Sa signification réside dans ses pratiques juives ainsi que dans les influences des périodes coloniales indiennes et anglaises sur son architecture et son cadre historique.
La synagogue a été conçue par le cabinet d'architectes britannique Gostling & Morris à Bombay. La partie souterraine de l'édifice est réalisée en maçonnerie de pierre tandis que la structure au-dessus du sol est construite en maçonnerie de brique. La façade extérieure de l'édifice est peinte en turquoise. À l'intérieur, le sanctuaire est orienté vers l'ouest, en direction de Jérusalem.

## Emplacement
La synagogue Knesset Eliyahoo, établie à Colaba, Mumbai, au 55, Dr. VB Gandhi Marg, Fort, est un exemple remarquable de la tradition juive orthodoxe. Elle est reconnue comme la deuxième plus ancienne synagogue sépharade au monde. Son emplacement avoisine celui du Taj Mahal Palace Hotel et de l'Oberoi Trident, deux établissements de renom dans la région,.

## Contexte

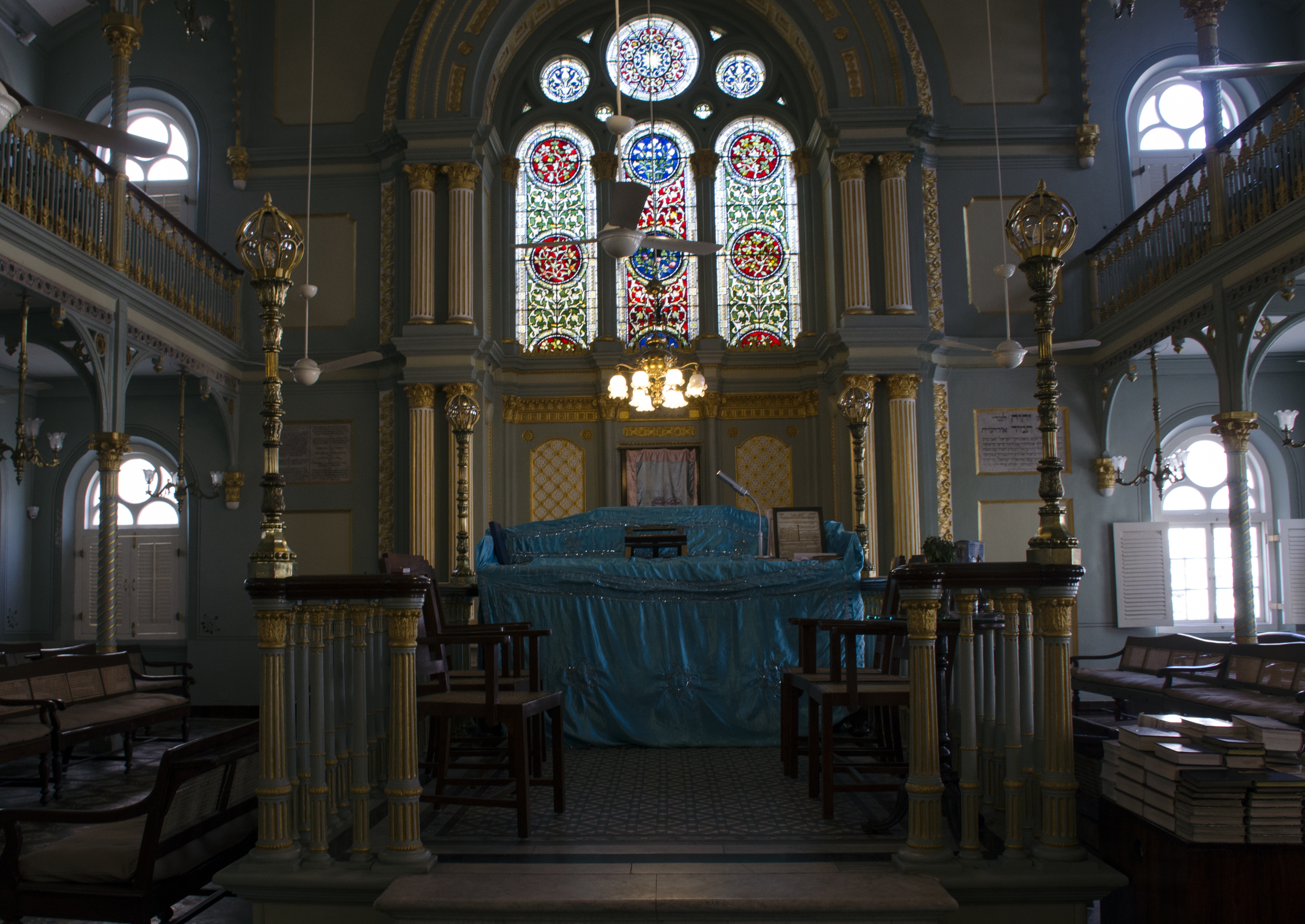
Intérieurs de la synagogue Knesset Eliyahoo

Avant l’arrivée des Juifs Baghdadi en Inde, les Juifs établis à Bombay résidaient dans différentes villes du pays, coexistant pacifiquement avec les autres communautés locales. Selon Harry D. Wall, cité dans une interview du New York Times, parmi les Juifs qui demeurent à Mumbai aujourd'hui figure un groupe connu sous le nom de Bene Juifs ou Bene Israel. Ces derniers sont considérés comme les descendants de sept tribus d'Israël ayant fait naufrage sur la côte indienne du Konkan au IIe siècle av. J.-C., alors qu'ils fuyaient les persécutions en Galilée. Leur expérience en Inde, au sein d'une société cosmopolite comprenant des hindous, des bouddhistes, des jaïns et ultérieurement des musulmans, fut notablement cordiale, exempte de toute forme de discrimination antisémite,.
La communauté marchande juive a joué un rôle significatif dans le développement commercial de Bombay, aujourd'hui Mumbai. Composée principalement de Juifs originaires d'Irak, de Syrie et d'autres pays du Moyen-Orient, ces individus ont migré à la fin du XVIIIe siècle pour échapper aux persécutions qui menaçaient leurs communautés. À Bombay, ils ont trouvé un environnement favorable pour leurs activités commerciales, s'établissant solidement dans la ville et prospérant dans des secteurs tels que les usines textiles et le commerce international.
En 1784, le gouvernement britannique a pris le contrôle de la Compagnie britannique des Indes orientales, ouvrant ainsi de nombreuses opportunités commerciales en Inde, particulièrement à Bombay. Cet événement a encouragé les immigrants à établir des entreprises dans la région. Parmi les figures notables de cette période figure Shalom ben Ovadiah HaCohen, un Juif bagdadi originaire d'Alep, en Syrie, qui s'installa à Bombay. Il fut suivi par d'autres hommes d'affaires juifs en provenance de Bagdad, Bassorah et du Yémen, contribuant ainsi à l'essor économique de la ville.
Cette migration et l'installation des Juifs d'Irak, de Syrie et d'autres régions du Moyen-Orient à Bombay reflètent l'importance des contextes politiques et économiques dans le façonnement des communautés commerciales internationales au  XVIIIe siècle.

## Histoire

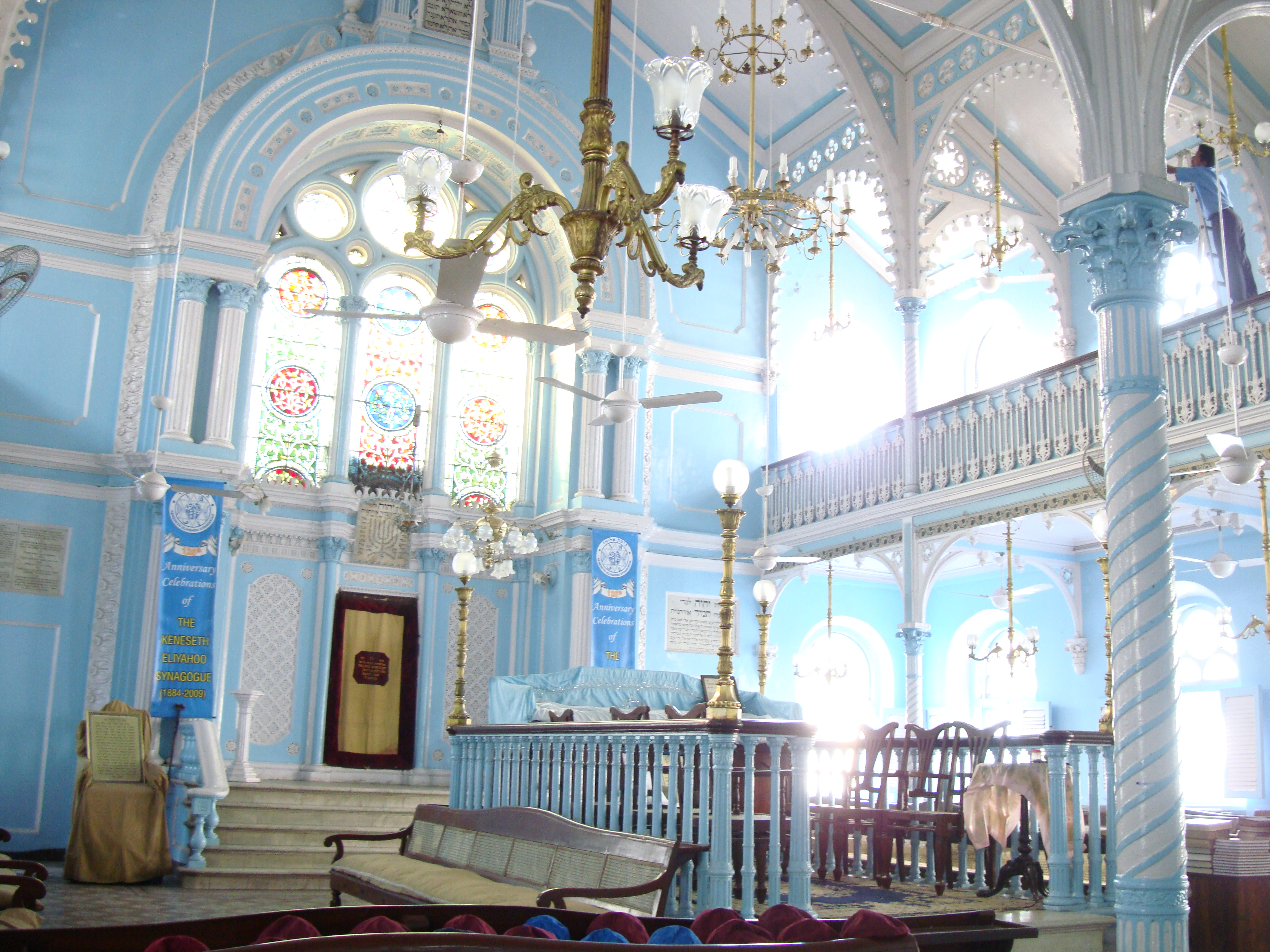
Vue intérieure

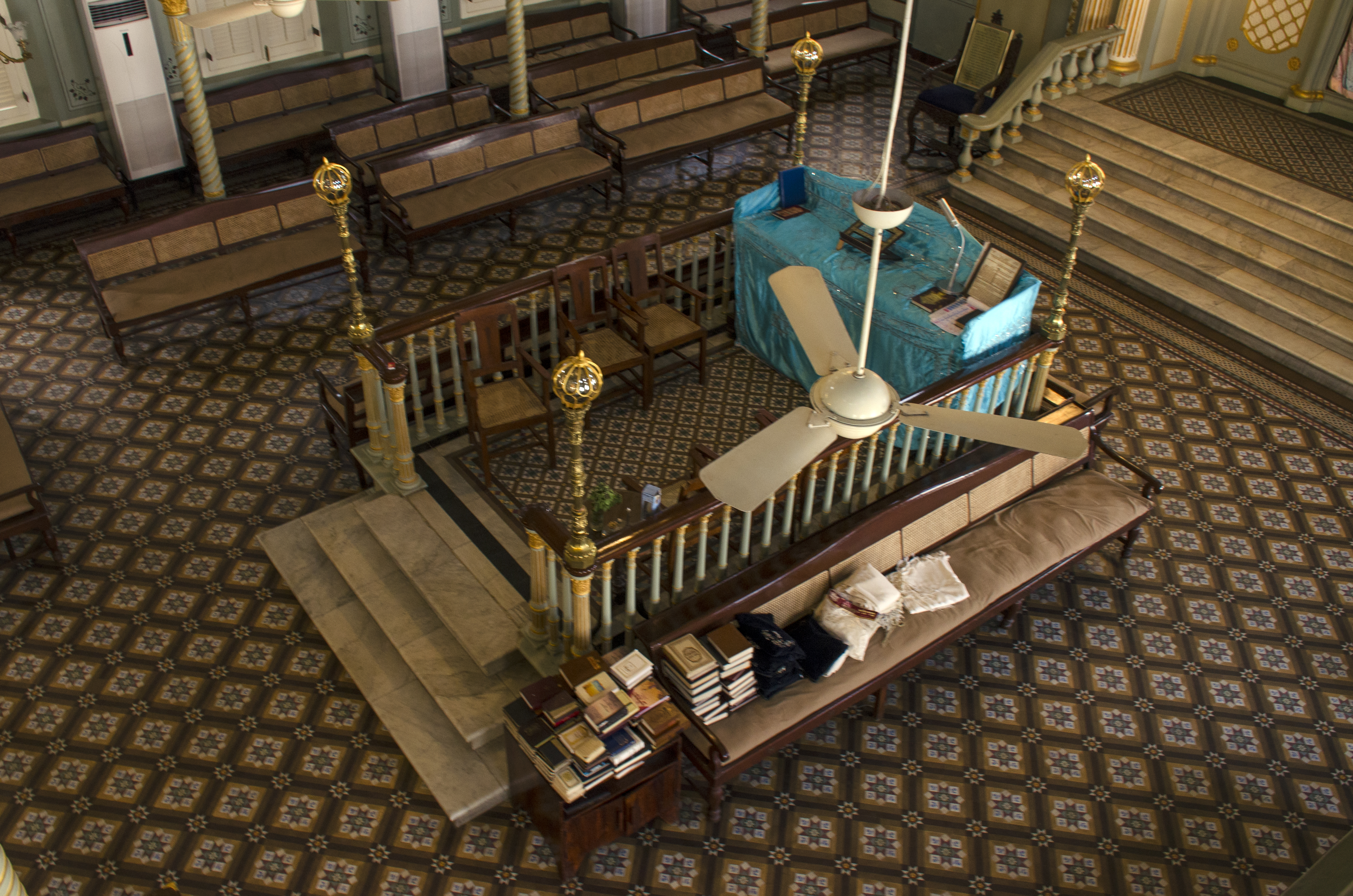
Bema de la synagogue Eliyahoo de la Knesset

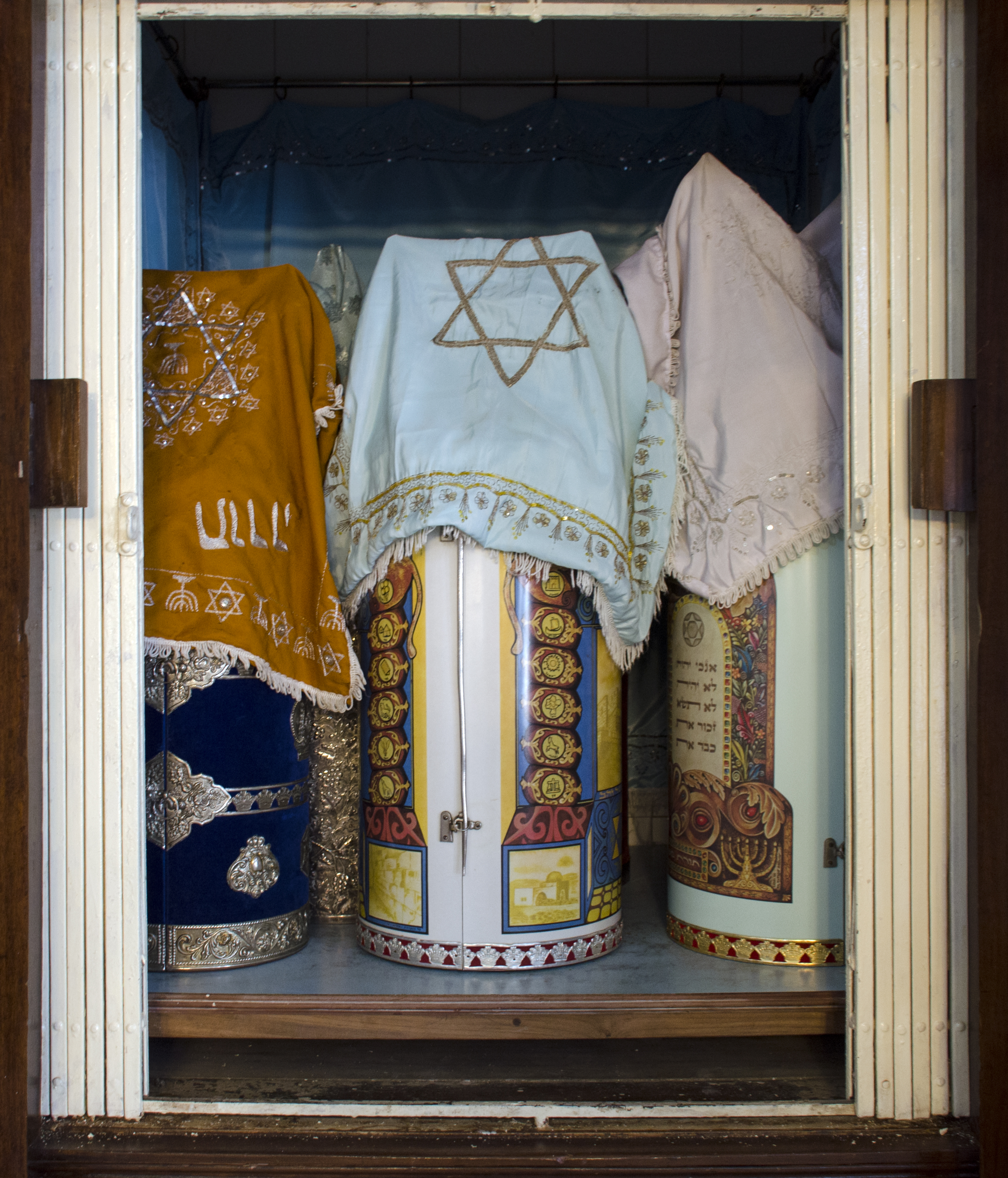
Cas de la Torah

En 1832, David Sassoon migre à Bombay où il se distingue comme entrepreneur dans l'industrie cotonnière. Il érige la synagogue Magen David à Byculla en 1864, en complément de la synagogue préexistante, Magen Hasidim. Son fils, Albert Sassoon, révolutionne l'industrie du tissage à Bombay. Pour répondre aux besoins croissants de la communauté juive de Bagdad, la synagogue Knesset Eliyahoo est édifiée dans un emplacement central au cœur de la zone commerciale de Bombay par Jacob Sassoon, petit-fils de David Sassoon, en mémoire de son père, Eliyahoo Sassoon. Cette synagogue est fondée en 1884,.
D'autres Juifs arrivèrent de Boukhara, en Perse, et après le pogrom de Farhoud en Irak en 1941, de nombreux autres immigrés s'établirent à Bombay. Ils se rassemblaient en grand nombre à la synagogue de la Knesset Eliyahoo lors des jours de festival ainsi qu'à Roch Hachana et Yom Kippour. En raison de l'affluence importante de fidèles, des services de prière débordants se tenaient souvent dans la salle publique voisine de Cawasjee Jehangir.
En 1985, le président Giani Zail Singh effectua une visite sur le site afin de célébrer le centenaire de l'achèvement de la construction de la synagogue. À cette occasion, India Post émit un timbre commémoratif en l'honneur de cet événement historique.
Le 26 novembre 2008, Mumbai a été le théâtre de la première attaque terroriste ciblée contre des Juifs en Inde. L'incident tragique s'est déroulé à la Maison Nariman, un centre communautaire dirigé par Chabad, où le rabbin Gavriel Holtzberg, ayant récemment officié lors des services du sabbat et prononcé des discours religieux à la Knesset Eliyahoo, a perdu la vie aux côtés de son épouse et d'autres membres de la communauté juive. Cet événement a engendré une profonde inquiétude parmi les résidents juifs de Mumbai, tout en renforçant les liens entre les Juifs Baghdadi et les Juifs Bene Israel établis dans la ville.

## Architecture et aménagements
Conçue par le cabinet d'architectes britannique Gostling & Morris, établi à Bombay, la synagogue se distingue par une base en maçonnerie de pierre et une superstructure en maçonnerie de brique. Sa façade extérieure, initialement blanche avec des bordures indigo vif, a été repeinte en turquoise, d'où son appellation courante de Synagogue Bleue de Mumbai. Cependant, lors d’un processus de restauration mené entre 2018 et 2019 par l'architecte de conservation Abha Narain Lambah, la synagogue a retrouvé sa teinte d’origine, retrouvant ainsi sa couleur blanche avec des bordures indigo,.
L'intérieur de la synagogue présente des piliers décorés, avec le sanctuaire orienté vers l'ouest, en direction de Jérusalem. Une bimah, flanquée de marbre finement sculpté de chaque côté, supporte une haute arche vitrée s'élevant jusqu'au plafond. Les fidèles sont installés dans une galerie à l'étage. La synagogue abrite plusieurs rouleaux de la Torah ainsi que des sefarim en argent appartenant à la famille Sassoon. Au rez-de-chaussée, on trouve des salles de réunion et d'école, ainsi qu'un mikvé. L'escalier, les fenêtres, les balcons en bois, le plafond, les murs et le toit nécessitent des travaux de restauration.

## Galerie

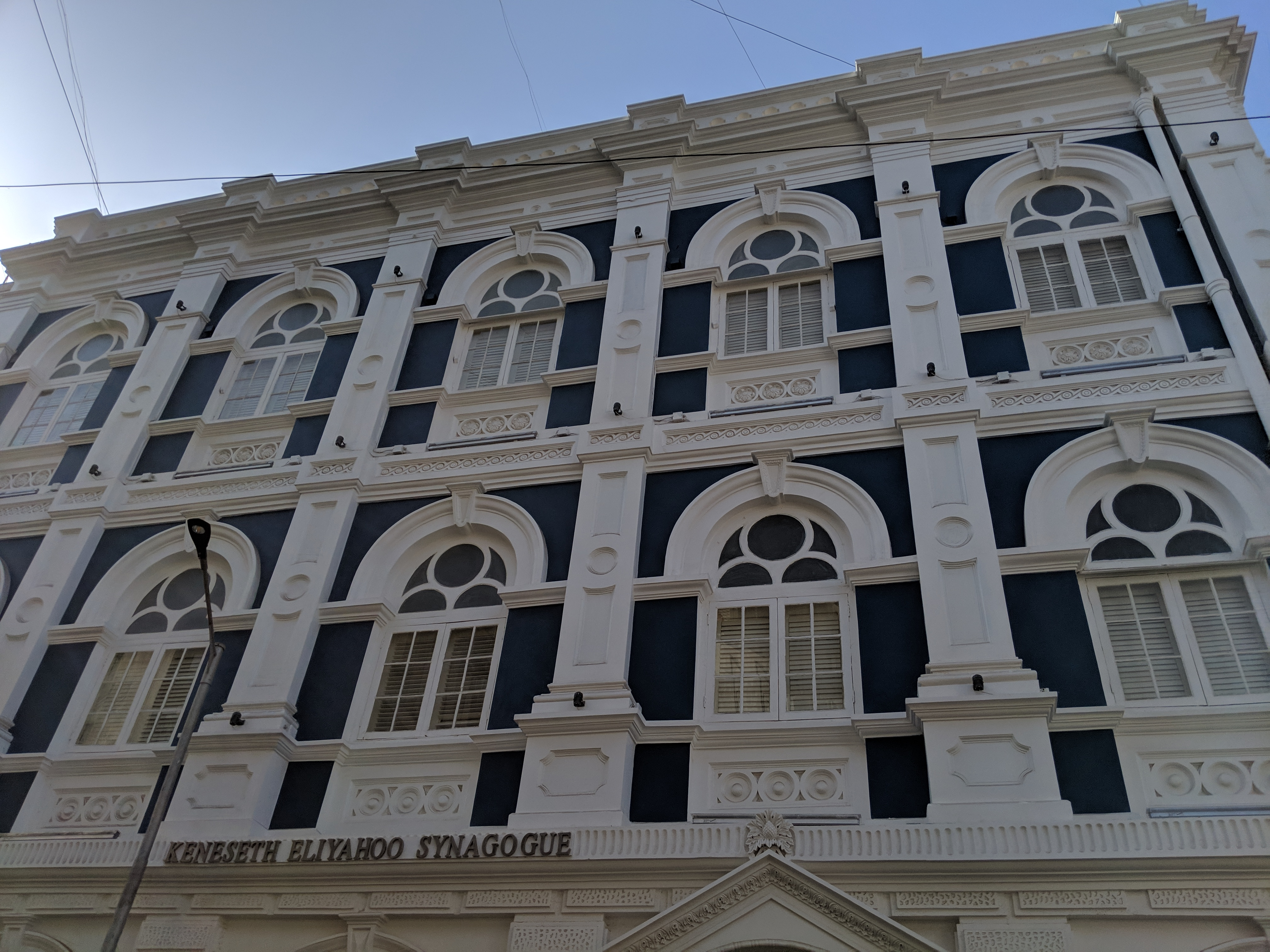
Extérieur de la synagogue Knesset Eliyahoo après restauration en 2019.
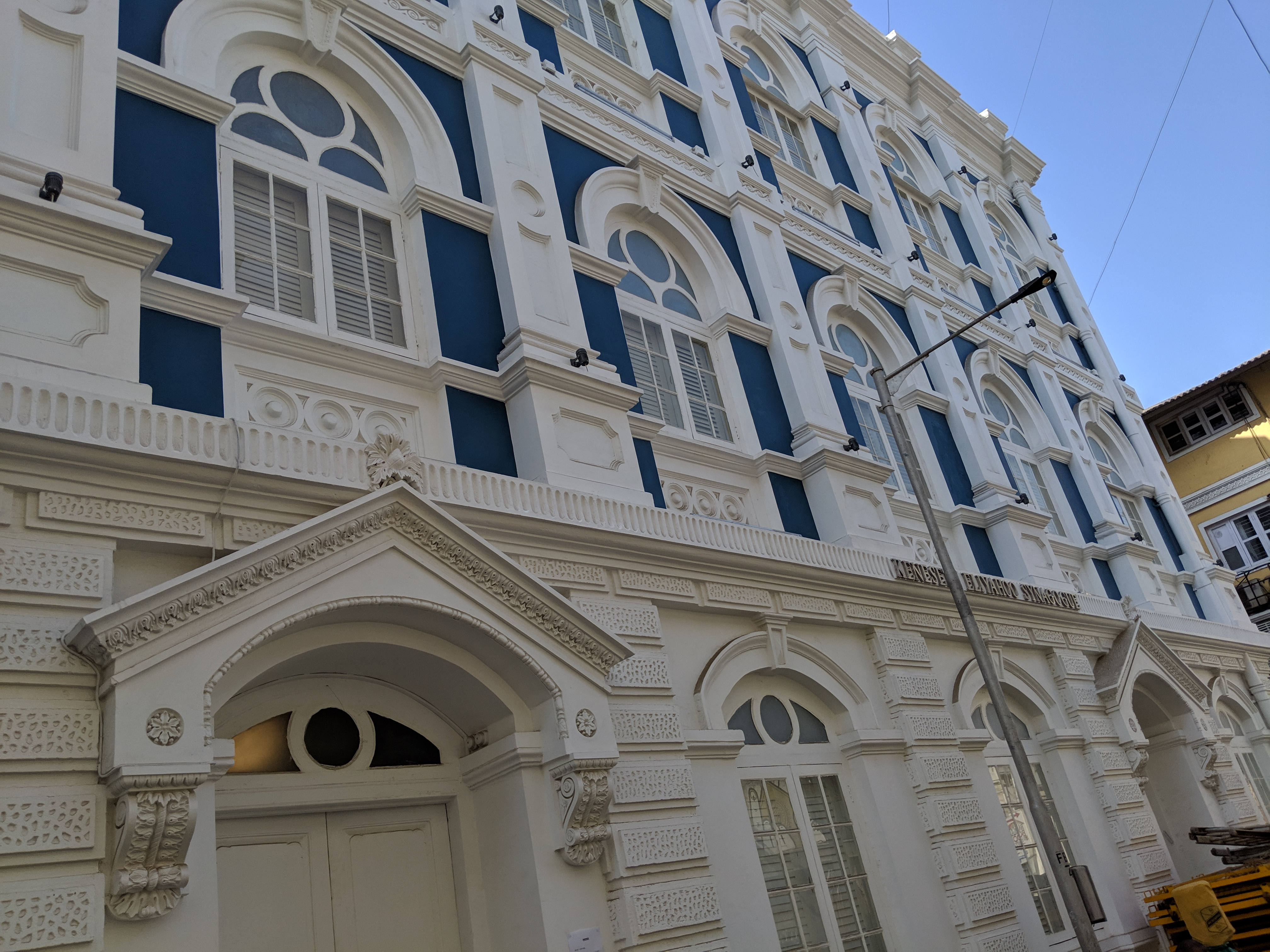
Extérieur de la Knesset Eliyahoo

## Voir également
- Synagogues en Inde (en)